# Ґао Лін
Ґао Лін (кит.: 高崚; піньїнь: Gāo Líng; нар. 14 березня 1979, місто Ухань, провінція Хубей, КНР) — китайська бадмінтоністка. Станом на липень 2012 року — єдина спортсменка, володарка чотирьох олімпійських медалей з бадмінтону.

## Біографія
Ґао Лін вважається одним з найкращих гравців першого десятиліття 21 століття. Дебютувавши в китайській національній команді в 1997 році після перемоги в молодіжному чемпіонаті світу, вона виграла всі найпрестижніші бадмінтонні турніри.
На Олімпійських іграх, вона виграла дві золоті медалі в міксті в 2000 та 2004 роках, обидва рази її партнером був Чжан Цзюнь. У парному розряді серед жінок, вона посіла третє місце в 2000 році (з Цинь Іюань) і друге в 2004 році (з Хуан Суй). На Олімпійських іграх-2008 в Пекіні, Ґао Лін та її новий партнер в міксті Чжен Бо були переможені в першому турі британською парою Гейл Еммс — Натан Робертсон.
Ґао Лін також виборола чотири титули чемпіона світу, вигравши парний жіночий розряд в 2001, 2003 і 2006 роках (все з Хуан Суй), та перемогла в міксті в 2001 році з Чжан Цзюнєм. Крім того, вона завоювала чотири срібні та одну бронзову медалі.
Ґао також перемагала в численних міжнародних турнірах, в тому числі п'ять разів поспіль в Кубку Убера (2000, 2002, 2004, 2006, 2008) і тричі в Кубку Судірмана (2001, 2005, 2007).
18-разова переможниця турнірів Гран-Прі 2000—2004 р.р. в жіночому і змішаному парних розрядах. У 2009 році, незадовго до одруження, вона зіграла свій останній турнір.
Виступала за спортивний клуб «Хубей».